# Mejznerzyn
Mejznerzyn – wieś w Polsce położona w województwie lubelskim, w powiecie lubartowskim, w gminie Michów.
| SIMC    | Nazwa | Rodzaj    |
| ------- | ----- | --------- |
| 1020631 | Patok | część wsi |

W latach 1975–1998 miejscowość administracyjnie należała do ówczesnego województwa lubelskiego.
Wieś stanowi sołectwo gminy Michów. Według Narodowego Spisu Powszechnego z roku 2011 wieś liczyła 361 mieszkańców.